# Motor Stirling
Motor Stirling é uma máquina térmica de ciclo fechado. É referido também como motor a ar quente ou motor de gás quente, por utilizar os gases atmosféricos como fluido de trabalho. Obtém energia a partir de uma fonte externa de calor, que pode ser  qualquer combustível (combustíveis fósseis, biocombustíveis, energia geotérmica, etc.), a luz solar ou até mesmo uma xícara de chá ou o calor emitido pela palma das mãos.
Teoricamente, o motor Stirling é a máquina térmica com o mais elevado rendimento energético. Alguns protótipos construídos pela empresa holandesa Philips nas décadas de 1950 e 1960 chegaram a índices de 45%, superando facilmente os motores a gasolina, diesel e as máquinas a vapor (eficiência entre 20% e 35%).
Hoje sua aplicação inclui, entre outras, geração de energia elétrica em sondas espaciais e em usinas solares de diversas capacidades.

## História

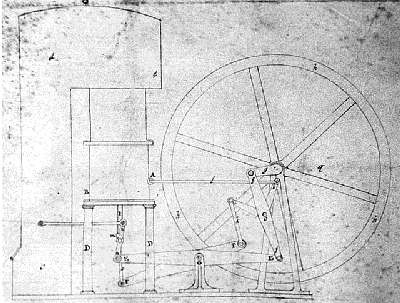
Desenho da patente do motor Stirling.

Seu inventor foi o Pastor escocês Robert Stirling em 1816, auxiliado pelo seu irmão engenheiro.
No início do século XIX, as máquinas a vapor explodiam com muita frequência, em função da baixa tecnologia metalúrgica do material aplicado nas caldeiras, que se rompiam quando submetidas à alta pressão.
Sensibilizados com a dor das famílias dos operários mortos em acidentes, os irmãos Stirling procuraram conceber uma máquina mais segura.

O objetivo inicial deles foi a substituição do motor a vapor, com o qual o motor Stirling tem grande semelhança estrutural e teórica.

## Funcionamento

Fases do ciclo Stirling.

Este tipo de motor funciona com um ciclo termodinâmico (ciclo Stirling) composto de 4 fases e executado em 2 tempos do pistão: compressão isotérmica (=temperatura constante), aquecimento isocórico (=volume constante), expansão isotérmica e arrefecimento isocórico. Este é o ciclo ideal (válido para gases perfeitos), que diverge do ciclo real medido por instrumentos. Não obstante, encontra-se muito próximo do chamado Ciclo de Carnot, que estabelece o limite teórico máximo de rendimento das máquinas térmicas.
O motor Stirling surpreende por sua simplicidade, pois consiste de duas câmaras em diferentes temperaturas que aquecem e arrefecem um gás de forma alternada, provocando expansões e contrações cíclicas, o que faz movimentar dois êmbolos ligados a um eixo comum. A fim de diminuir as perdas térmicas, geralmente é instalado um "regenerador" entre as câmaras quente e fria, onde o calor (que seria rejeitado na câmara fria) fica armazenado para a fase seguinte de aquecimento, incrementando sobremaneira a eficiência termodinâmica.
O gás utilizado nos modelos mais simples é o ar (daí a expressão citada acima); hélio ou hidrogênio pressurizado (até 150kgf/cm²) são empregados nas versões de alta potência e rendimento, por serem gases com condutividade térmica mais elevada e menor viscosidade, isto é, transportam energia térmica (calor) mais rapidamente e têm menor resistência ao escoamento, o que implica menos perdas por atrito. Ao contrário dos motores de combustão interna, o fluido de trabalho nunca deixa o interior do motor; trata-se portanto de uma máquina de ciclo fechado.

### Animações
|                            |                                                 |                                                     |
| Alfa - com cilindros em V. | Beta - com êmbolos coaxiais num mesmo cilindro. | Gama - com cilindros em linha (ver links externos). |

|                        |                                       |
| Com alternador linear. | Stirling da Philips (década de 1950). |

## Vantagens e desvantagens

### Vantagens
Esse tipo de motor apresenta diversas vantagens: é pouco poluente pois a combustão é contínua, e não intermitente como nos motores Ciclo de Otto e Ciclo Diesel, permitindo uma queima mais completa e eficiente do combustível. Por isso é muito silencioso e apresenta baixa vibração (não há combustão). É verdadeiramente multi-combustível, pode utilizar praticamente qualquer fonte energética: gasolina, etanol, metanol, gás natural, óleo diesel, biogás, GLP, energia solar, calor geotérmico e outros. Basta gerar uma diferença de temperatura significativa entre a câmara quente e a câmara fria para produzir trabalho (quanto maior a diferença de temperatura, maior é a eficiência do processo e mais compacto o motor).

### Desvantagens
A sua maior desvantagem na dificuldade de iniciar e variar sua velocidade de rotação rapidamente, sendo complicado o seu emprego em veículos como carros e caminhões, embora modelos de propulsão híbrida (eléctrico e motor térmico) possam ser viáveis. Também há problemas técnicos a serem resolvidos quanto ao sistema de vedação, que impede o vazamento do fluido de trabalho, particularmente quando se empregam gases inertes e leves (hélio, hidrogénio), difíceis de serem confinados sob alta pressão sem escaparem para o exterior. Além disso, por ser uma tecnologia pouco difundida, os motores Stirling são mais caros, tanto na aquisição quanto na manutenção.
Um aperfeiçoamento do motor Stirling chamado de motor sónico (eficiência de 18%), está em estudo para substituir os geradores termoelétricos de radioisótopos (eficiência de 7%), em uso atualmente nas sondas espaciais.
|                                             |                                 |                                                              |
| Ciclo de Carnot: diagrama Pressão X Volume. | Um motor Stirling e um gerador. | Motor Stirling em configuração beta com transmissão rômbica. |